# Noemí Luna Ayala
Noemí Berenice Luna Ayala (Tepechitlán, Zacatecas; 9 de junio de 1984) es una política mexicana, miembro del Partido Acción Nacional. Es diputada federal para el periodo de 2021 a 2024.

## Biografía
Es licenciada en Ciencias Políticas y Administración Pública por la Universidad de Tolosa de Zacatecas. Ha ejercido como docente de Derecho Constitucional y Mercadotecnia Política.
En 2010 fue elegida diputada a la LX Legislatura del Congreso del Estado de Zacatecas por la vía de la representación proporcional. En el congreso zacatecanos fue presidenta de las comisiones de Transparencia y Acceso a la Información Pública; y, de Planeación, Patrimonio y Finanzas; así como secretaria de las comisiones de Segunda de Hacienda; de Industria, Comercio y Servicios; de Fortalecimiento Municipal; y, de Estudios Legislativos y Prácticas Parlamentarias. Terminó su periodo en 2013.
Previamente, en 2012 había sido electa diputada federal suplente, siendo propietario José Isabel Trejo Reyes, pero nunca ejerció el cargo como propietaria. En 2015 fue candidata del PAN a diputada federal por el Distrito 3 de Zacatecas, no logrando el triunfo, que correspondió a su competidora del PRI, Claudia Anaya Mota.
Entre 2017 y 2021 fue presidenta estatal del PAN en Zacatecas. El último año resultó elegida diputada federal por representación proporcional a la LXV Legislatura que concluirá en 2024. En la legislatura fue secretaria de la comisión de Transparencia y Anticorrupción; e integrante de las comisiones de Desarrollo y Conservación Rural, Agrícola y Autosuficiencia Alimentaria; y de Puntos Constitucionales; en 2022 fue nombrada vicepresidenta de la mesa directiva de la Cámara para el año de 2022 a 2023 y desde el 14 de agosto de 2023, hasta el 31 de agosto del mismo año fungió como presidenta de la cámara de diputados en sustitución de su predecesor Santiago Creel.